# Peißenberg
Peißenberg é um município da Alemanha, situado no distrito de Weilheim-Schongau, no estado da Baviera. Tem 32,69 km² de área, e sua população em 2019 foi estimada em 12.589 habitantes.